# 埃爾德里奇 (科羅拉多州)
埃爾德里奇（英語：Eldredge）是位於美國科羅拉多州烏雷縣的一個非建制地區。該地的面積和人口皆未知。

## 地理
埃爾德里奇的座標為38°17′07″N 107°45′27″W / 38.28528°N 107.75750°W，而該地的平均海拔高度為1993米（即6539英尺）。